# Niwiska (Powiat Kolbuszowski)
Niwiska ist ein Dorf im Powiat Kolbuszowski der Woiwodschaft Karpatenvorland in Polen. 
Es ist Sitz der gleichnamigen Landgemeinde mit 6066 Einwohnern (Stand 31. Dezember 2020). 
Ortsteile sind: Koniec, Okrąglica, Podhucie, Podkościele, Uwrocie, Zadwórz und Załuże.

## Gemeinde
Zur Landgemeinde (gmina wiejska) Niwiska gehören das Dorf selbst und acht weitere Dörfer mit Schulzenämtern.